# Leidse Onderwijsinstellingen

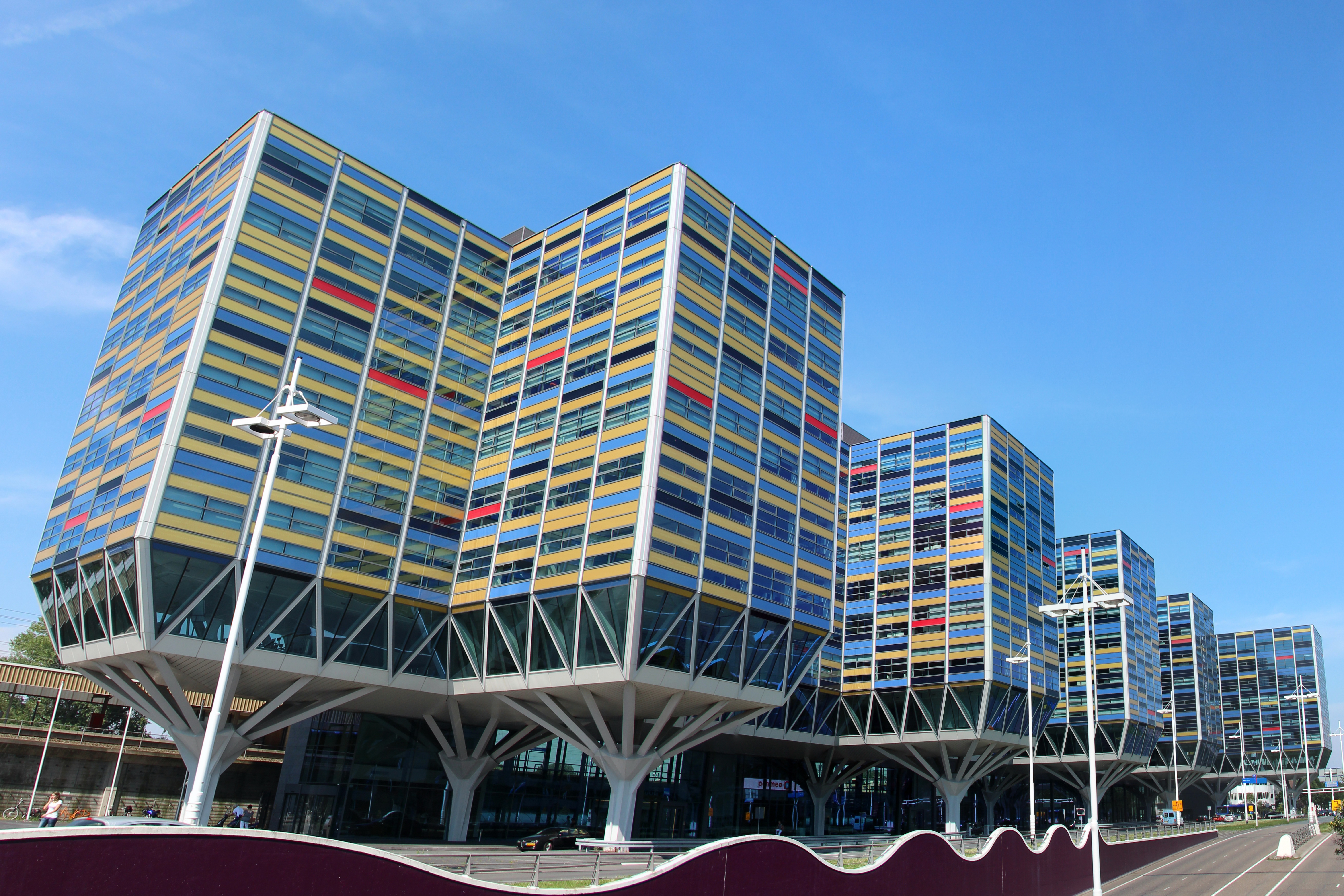
LOI

Leidse Onderwijsinstellingen (LOI) is een Nederlandse commerciële onderwijsinstelling die afstandsonderwijs en klassikaal onderwijs verzorgt. Het hoofdkantoor is gevestigd te Leiden. LOI is onderdeel van Salta Group.

## Geschiedenis
De instelling werd in 1923 door I. J. Sloos in Leiden opgericht als Instituut voor economische wetenschappen, waar cursisten een schriftelijke thuiscursus konden volgen voor de MO-akte boekhouden. Met de uitbreiding van aanbod naar Staatshuishoudkunde en Statistiek werd de naam gewijzigd naar Instituut voor Handelswetenschappen. In 1941 richtten dit instituut en het Nederlandsch College voor Algemene Studieleiding samen de Leidse Onderwijsinstellingen op. De Duitse bezetter liet de onderwijsactiviteiten echter stopzetten, waardoor pas na de Tweede Wereldoorlog daadwerkelijk met de verdere uitbouw van de opleidingen begonnen kon worden.
In 2019 werd bekendgemaakt dat concurrent NCOI de LOI wilde overnemen. Dit leidde tot een onderzoek door de Autoriteit Consument en Markt om te bepalen of er voldoende concurrentie zou overblijven in de onderwijsmarkt.

## Opleidingen
Via de LOI studeren ruim 100.000 studenten aan ruim 1.000 (erkende) opleidingen in de segmenten:
- Master - een masteropleiding en diverse masterclasses
- Hogeschool - hbo-opleidingen
- Middelbaar beroepsonderwijs - mbo-opleidingen
- Cursussen - diverse beroepsgerichte cursussen (o.a. de taalcursussen)
- Hobby en vrije tijd

## Kenmerken
De LOI biedt bij alle opleidingen een online leeromgeving, met daarin diverse e-learningfaciliteiten zoals online hoorcolleges, webinars en multimediaal studiemateriaal.

## NVAO-geaccrediteerd
De deeltijdse bacheloropleidingen en Associate degrees van de Stichting LOI Hoger Onderwijs zijn erkend door het Ministerie van Onderwijs, Cultuur en Wetenschap; dit gebeurt na accreditatie door de Nederlands-Vlaamse Accreditatieorganisatie). De LOI biedt officieel erkende bachelorgetuigschriften en Ad-diploma's voor de door het ministerie erkende opleidingen en een master: de Master of Business Administration.

## Voetnoten
1. ↑  Genoemd Stichting LOI Hoger Onderwijs wat betreft de NVAO.
2. ↑  Leidse onderwijsinstellingen (LOI) bestaan 50 jaar, Reformatorisch Dagblad, 17 oktober 1973
3. ↑  Oorlogsjaren, Reformatorisch Dagblad, 17 oktober 1973
4. ↑  ACM houdt overname LOI door NCOI tegen, De Telegraaf, 11 februari 2020. Gearchiveerd op 18 februari 2021.
5. ↑  Nader onderzoek nodig naar overname LOI door NCOI (concentratiebesluit), ACM, 20 februari 2020. Gearchiveerd op 24 september 2022.
6. 1 2  CROHO-register geraadpleegd in juli 2018. Lijst van de erkende Bachelors: Accountancy, Bedrijfseconomie, Bedrijfskunde, Bedrijfskundige Informatica, Bouwkunde, Commerciële Economie, Communication and Multimedia Design, Elektrotechniek, Europese Studies, Facility Management, Financial Services Management, Fiscaal Recht en Economie, Hartfunctielaborant, Informatica, Informatica (Software Engineering), Laborant Klinische Neurofysiologie, Logistiek en Economie, Longfunctieanalist, Lerarenopleiding basisonderwijs Lerarenopleiding Talen, Lerarenopleiding Wiskunde, Management, Management Economie en Recht, Management voor de zorg, Rechten, Security Management, Small Business and Retail Management, SPD Bedrijfsadministratie, Sociaal Pedagogische Hulpverlening (SPH), Toegepaste Psychologie, Toerisme en recreatie, Verpleegkunde, Vertaler Duits, Vertaler Engels, Vertaler Frans, Vertaler Spaans. Lijst van erkende Associate degrees: Accountancy, Bouwkunde, Facility management, Financial Services Management, Financieel management, Logistiek en economie, Management, Management, Economie en Recht, Management voor de zorg, Marketing, Media design, Office management, Projectleider techniek, Rechten, Retailmanagement, Sales, Security management.